# Mieczysław Ostojski
Mieczysław Stefan Ostojski (ur. 1 stycznia 1954 w Sławnie) – doktor habilitowany, specjalista w dziedzinie inżynierii i ochrony środowiska, w latach 2006–2015 dyrektor Instytutu Meteorologii i Gospodarki Wodnej Państwowego Instytutu Badawczego. 25 maja 2011 został wybrany na funkcję wiceprezydenta Światowej Organizacji Meteorologicznej (WMO) na 4-letnią kadencję, w 2015 został wybrany ponownie.

## Kariera naukowa
Ukończył Politechnikę Gdańską, na której w1988 uzyskał także stopień naukowy doktora inżyniera środowiska. W 2012 uzyskał stopień naukowy doktora habilitowanego inżynierii środowiska na Wydziale Inżynierii Środowiska Politechniki Wrocławskiej.

## Działalność społeczno-polityczna
W latach 1991–1995 był organizatorem i pierwszym dyrektorem Regionalnego Zarządu Gospodarki Wodnej w Gdańsku. Pracował w Ministerstwie Środowiska na następujących stanowiskach: w 1996 został powołany na Dyrektora Departamentu Współpracy z Zagranicą w tym ministerstwie, gdzie pracował do 1999. W latach 1999–2003 kierował Sekretariatem Konwencji o Ochronie Środowiska Morskiego Morza Bałtyckiego w Helsinkach (HELCOM) jako sekretarz wykonawczy. Po powrocie z Helsinek w sierpniu 2003 został powołany w drodze konkursu na dyrektora Departamentu Zasobów Wodnych w Ministerstwie Środowiska na okres od września 2003 do maja 2006. Od 1 czerwca 2006 do 31 maja 2015 kierował jako dyrektor Instytutem Meteorologii i Gospodarki Wodnej Państwowym Instytutem Badawczym.
Mieczysław Ostojski sprawował również następujące funkcje w instytucjach międzynarodowych i krajowych:
- Przewodniczący Delegacji Polskiej Międzynarodowej Komisji Ochrony Odry przed Zanieczyszczeniem (grudzień 2003 – sierpień 2006)
- Prezydent Europejskiej Sieci Organizacji Zlewniowych (2004–2005),
- Prezydent Międzynarodowej Sieci Organizacji Zlewniowych (1995),
- Wiceprzewodniczący Programu HELCOM PITF (1997–1999),
- Sekretarz Wykonawczy Komisji Helsińskiej – HELCOM (1999–2003),
- Przewodniczący Delegacji Polski do HELCOM (1996–1999, od 2003 do 30 czerwca 2006),
- Przewodniczący Komisji Helsińskiej, HELCOM od 1 lipca 2006 r. do 30 czerwca 2008 r.
- Członek Rady Wykonawczej Światowej Organizacji Meteorologicznej (WMO) (2007–2015) oraz wiceprzewodniczący Europejskiej Asocjacji Regionalnej WMO – RA VI WMO (2010–2015)
- Wiceprezydent Światowej Organizacji Meteorologicznej (2011–2015)[1]

Był także członkiem Komitetu ds. Audytu Światowej Organizacji Meteorologicznej (WMO) oraz przedstawicielem tej organizacji w Komisji ONZ ds. Emerytur. Po przejęciu władzy przez PiS został doradcą ministra środowiska Jana Szyszki.

## Postawienie zarzutów
W 2016 M. Ostojski został aresztowany pod zarzutami korupcji, przekroczenia uprawnień w celu osiągnięcia korzyści majątkowej, oszustwa i fałszerstwa dokumentu. W 2017 Prokuratura Okręgowa w Warszawie poinformowała, że postawiono mu łącznie 94 zarzuty, m.in. korupcji, nadużycia uprawnień w celu przyjęcia korzyści majątkowej, oszustwa, przywłaszczenia mienia i fałszowania dokumentów. Śledztwo trwało prawie dwa lata. Akt oskarżenia objął również jego córkę Esterę.

## Publikacje

### Patenty
- Ostojski M., D. Karkosiński: Urządzenie do poboru próbek cieczy zwłaszcza z otwartego kanału ściekowego. Patent PRL nr 148659 (świadectwo autorskie 253896 z dnia 9 maja 1990 r.)

### Inne publikacje
- Światowy Dzień Wody 2006. Water for life 2005–2015. Wyd.: Komitet Gospodarki Wodnej PAN, Warszawa czerwiec 2006 r.
- Ramowa Dyrektywa Wodna Unii Europejskiej – stan wdrażania w Polsce. Wyd.: Instytut Meteorologii i Gospodarki Wodnej, Warszawa, 2008 r.
- Bałtycki Plan Działań Komisji Helsińskiej. Wyd.: Instytut Meteorologii i Gospodarki Wodnej, Warszawa 2008 r.
- Polityka wodna UE w zakresie ochrony wód Bałtyku. Wyd.: Instytut Meteorologii i Gospodarki Wodnej, Warszawa, 2010 r.
- Broń chemiczna zatopiona w Morzu Bałtyckim w wyniku działań wojennych. Wyd. Instytut Meteorologii i Gospodarki Wodnej, Warszawa, 2010 r.
- Informatyczny system osłony kraju przed nadzwyczajnymi zagrożeniami. Wyd. Śląska Rada NOT, Katowice, 2010 r.
- „Katalog stacji wodowskazowych”. IMGW PIB. Warszawa, 2011 r. Praca zbiorowa, w realizacji
- „Katalog obecności substancji priorytetowych w wodach rzek na obszarze gmin”. Wydawnictwo IMGW PIB. Warszawa 2010 r. (IMGW PIB, Ośrodek Monitoringu Jakości Wód). Praca zbiorowa.
- „Monografia powódź 2010 r.” – Zmiany jakości wód – Dorzecze Wisły. IMGW PIB. Warszawa, 2010 r. Praca pod kierunkiem M. Ostojskiego.
- „Monografia powódź 2010 r.” – Zmiany jakości wód – Dorzecze Odry. IMGW PIB. Warszawa, 2010 r. Praca pod kierunkiem M. Ostojskiego.
- „Stan czystości rzek na podstawie wyników badań wykonanych w ramach państwowego monitoringu środowiska w latach 2007–2009”. GIOŚ, Biblioteka Monitoringu Środowiska. Warszawa, 2010 r. Praca zbiorowa.
- „Katalog jednolitych i scalonych części wód”. GIOŚ, Biblioteka Monitoringu Środowiska. Warszawa, 2009 r. Praca zbiorowa.
- „Stan czystości rzek na podstawie wyników badań wykonanych w ramach Państwowego monitoringu środowiska w latach 2007–2008”. GIOŚ, Biblioteka Monitoringu Środowiska. Warszawa, 2009 r. Praca zbiorowa.
- „Redukcja fosforu i azotu odprowadzanego z obszaru Polski do wód Morza Bałtyckiego 2000 – 2006 – 2021”. 26 spotkanie Szefów Delegacji w ramach Konwencji HELCOM w dniach 04-05.06.2008 r. Praca pod kierunkiem M. Ostojskiego.
- „Szczegółowe badania monitoringowe dla ustalenia ilości fosforu i azotu w wodach rzek wpływających z obszaru Polski do Bałtyku”. GIOŚ. Warszawa, 2008 r. Praca pod kierunkiem M. Ostojskiego.
- „Ocena zmian ładunków zanieczyszczeń odprowadzanych do Bałtyku rzekami z obszarów 9 państw w latach 1995 i 2000”. GIOŚ, IMGW. Warszawa, 2006 r. Praca zbiorowa.
- „Bilans rzeczowy prac w gospodarce wodnej – ocena sytuacji”. Ostojski M., Krzysztof Zaręba, Wojciech Szczepański. Konferencja Senat RP, Warszawa, 01.02.2011 r.